# William Bligh
El vicealmirante William Bligh FRS RN (Bodmin, Inglaterra; 9 de septiembre de 1754-Londres, 7 de diciembre de 1817) fue un oficial de la Marina Real Británica y administrador colonial. Durante su mando del HMS Bounty, en 1789, ocurrió un famoso motín y Bligh y sus hombres leales debieron realizar un extraordinario viaje a Timor, después de ser dejados a la deriva en un bote por los amotinados. Quince años después del motín del Bounty, fue nombrado gobernador de Nueva Gales del Sur en Australia, con órdenes de limpiar el corrupto comercio de ron del Cuerpo de Nueva Gales del Sur, dando como resultado la llamada rebelión del ron.

## Primeros años
William Bligh nació en St Tudy cerca de Bodmin en Cornualles. Sus padres, Francis y Jane Bligh (de soltera Balsam), eran de Cornualles. Se alistó en la Royal Navy en 1760, a la edad de 6 años, en la misma ciudad, una práctica común en un caballero joven, simplemente con el fin de acumular los años de servicio requeridos para una rápida promoción. En 1770, a los 16 años, se enroló al HMS Hunter como marinero preferente, un término utilizado sólo porque no había vacantes para guardiamarinas. Se convirtió en guardiamarina a principios de 1771. En septiembre de 1771, Bligh fue transferido al Crescent y permaneció en ese barco durante tres años. 
En 1776, Bligh fue seleccionado por el capitán James Cook para el cargo de maestro de navegación (sailing master) en el HMS Resolution y le acompañaba en julio de 1776, en su tercer y fatal viaje por el Océano Pacífico. Bligh regresó a Inglaterra a finales de 1780 y fue capaz de dar más detalles sobre el último viaje de Cook. 
Bligh se casó con Elizabeth Bentham, la hija de un recaudador de aduanas (destinado en Douglas, isla de Man) el 4 de febrero de 1781, a la edad de 26 años. La boda tuvo lugar en la cercana localidad de Onchan, también en la isla de Man. Pocos días después, fue nombrado para servir en el HMS Belle Poule como maestro de navegación. En agosto de 1781, luchó a las órdenes del almirante Parker en la batalla de Dogger Bank. Los siguientes 18 meses fue teniente en varios barcos. También combatió con Lord Howe en Gibraltar en 1782. 
Entre 1783 y 1787 Bligh fue capitán de la marina mercante y en 1787 fue seleccionado como comandante del HMS Bounty. Bligh finalmente llegó hasta el rango de vicealmirante de la Royal Navy.

## El viaje de la Bounty
En 1787 Bligh tomó el mando del HMS Bounty. Para ganar un premio ofrecido por la Royal Society of Arts, navegó por primera vez a Tahití para obtener el árbol del pan, y luego fijar rumbo al Caribe, donde se quería experimentar con el fruto del pan para ver si sería una cosecha alimentaria eficaz para alimentar los esclavos. El HMS Bounty nunca llegó el Caribe, ya que estalló a bordo un motín poco después de zarpar de Tahití. 
El viaje a Tahití fue difícil. Después de intentar sin éxito durante un mes rodear el cabo de Hornos, el HMS Bounty fue finalmente derrotado por un clima notoriamente tempestuoso y Bligh se vio obligado a tomar el camino más largo alrededor del cabo de Buena Esperanza. Ese retraso provocó una demora más en Tahití, ya que tuvieron que esperar cinco meses a que las plantas del árbol del pan estuviesen lo suficientemente maduras para ser transportadas. El HMS Bounty partió hacia Tahití en abril de 1789. 
Desde que fue evaluado sólo como un cutter, el HMS Bounty no tenía más oficiales que el propio Bligh (que entonces era sólo un teniente), una pequeña tripulación y nadie que les proporcionase protección frente a los habitantes hostiles durante las paradas o para reforzar la seguridad a bordo. Para que pudieran dormir más tiempo sin interrupciones, Bligh dividió la tripulación en tres turnos en lugar de dos, y puso a su protegido Fletcher Christian —clasificado como acompañante del maestro, Master's Mate—- a cargo de uno de los relojes. El motín que estalló durante el viaje de regreso el 28 de abril de 1789, fue dirigido por Christian con el apoyo de dieciocho de los tripulantes, que se habían apoderado de las armas de fuego durante la vigilia de la noche de Christian y a continuación sorprendieron y apresaron a Bligh en su camarote. 

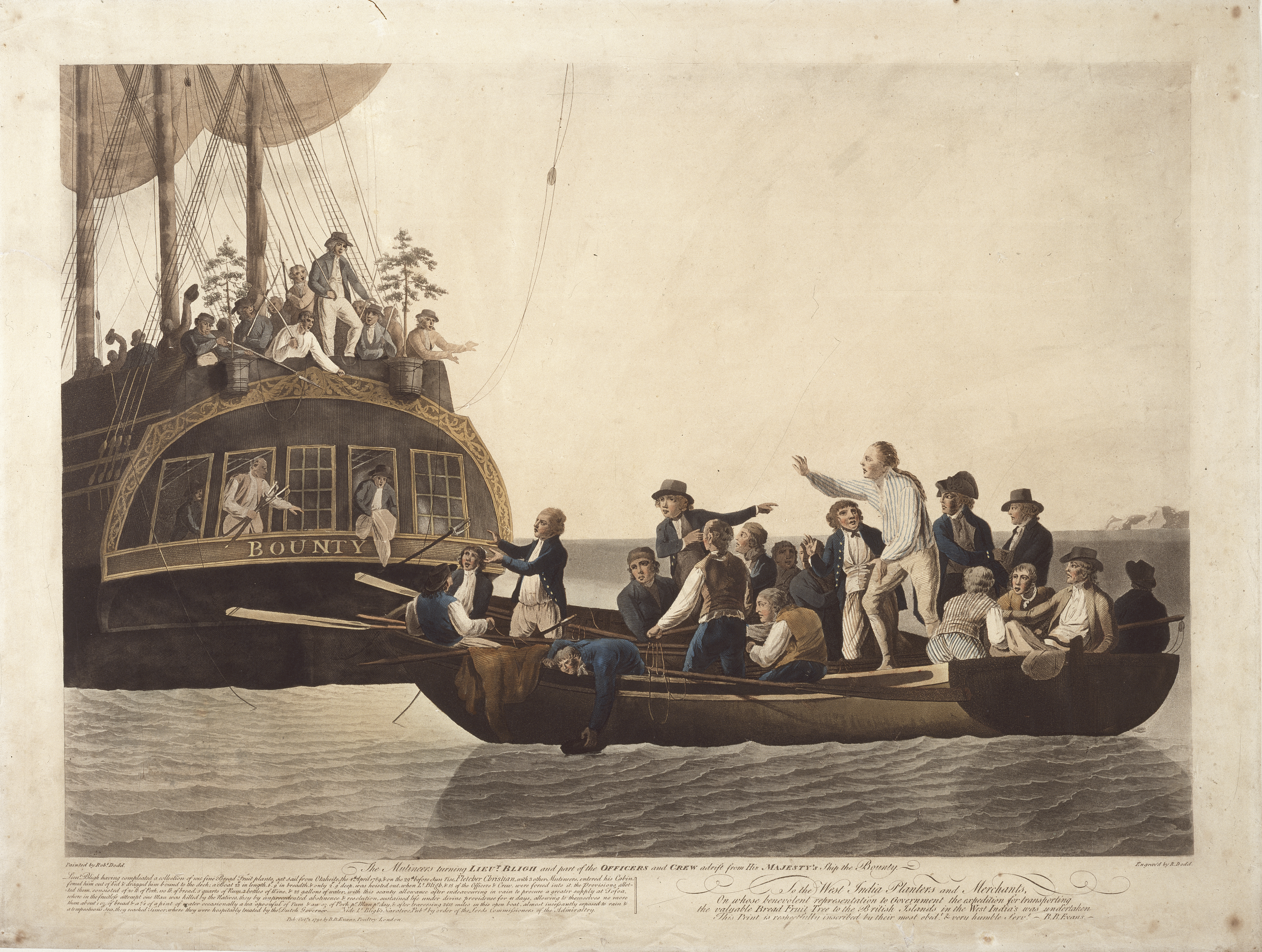
Los amotinados dejando al teniente Bligh y algunos de los oficiales a la deriva desde el HMS Bounty. Por Robert Dodd.

A pesar de ser mayoría, ninguno de los leales pareció oponer una lucha importante una vez que vieron que Bligh había sido apresado y el buque se tomó sin derramamiento de sangre. Los amotinados proporcionaron a Bligh y a los dieciocho tripulantes leales un bote de 23 pies (7 m) (tan cargado que la borda sólo estaba unos pocos centímetros por encima del agua), con cuatro sables y alimentos y agua para unos días para alcanzar los puertos más accesibles, un sextante y un cronómetro, pero ningún mapa o brújula. El bote no podía llevar a todos los leales y cuatro de ellos permanecieron detenidos en el HMS Bounty por los amotinados por sus habilidades útiles y fueron liberados más tarde en Tahití. 
Tahití estaba en dirección contraria al viento desde la posición inicial de Bligh y era el destino manifiesto de los amotinados. Muchos de los leales dijeron haber escuchado el grito de los amotinados «¡Hurra por Tahití!» ("Huzzah for Otaheite!" ) cuando el HMS Bounty les abandonó. Timor era el puesto europeo más cercano. Bligh y su tripulación pusieron rumbo a la isla de Tofua en primer lugar, para obtener suministros. Allí fueron atacados por los nativos hostiles y uno de los tripulantes murió. Después de huir de Tofua, Bligh no se atrevió a detenerse en las siguientes islas (Fiyi), ya que no tenían armas para defenderse y esperaban recepciones aún más hostiles. 
Bligh, tenía confianza en sus habilidades de navegación, que había perfeccionado bajo la instrucción del capitán Cook. Su primera responsabilidad era sobrevivir y dar noticia de la sublevación tan pronto como fuera posible a los buques británicos que podrían alcanzar los amotinados. Así, se comprometió en un aparentemente imposible viaje a Timor de 3.618 millas náuticas (6.700 km). En este hazaña notable de náutica, Bligh consiguió llegar a Timor después de un viaje de 47 días, con la única baja del hombre muerto en Tofua. Varios de los hombres que sobrevivieron a esta prueba con él murieron al poco tiempo de enfermedad, posiblemente de malaria, en el pestilente puerto de Batavia (actual Yakarta), en las Indias Orientales Neerlandesas, mientras esperaban un transporte para regresar a Gran Bretaña. 

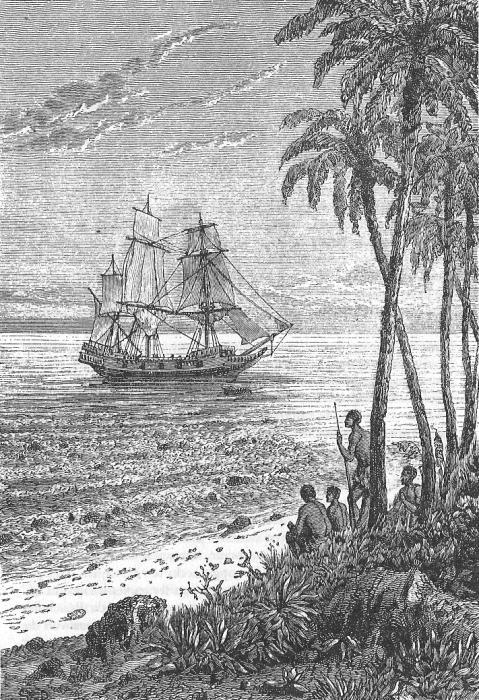
Ilustración original de la novela El motín del Bounty (Les Révoltés de la Bounty) de Julio Verne (1879), dibujado por S. Drée.

En la actualidad, las razones de la rebelión son todavía un tema de considerable debate. Algunos creen que Bligh era un tirano cruel cuyo abuso de la tripulación llevó a los tripulantes a sentir que no tenían más remedio que tomar el barco. Otros creen que la tripulación, sin experiencia y no acostumbrada a los rigores del mar y, después de haber estada expuesto a la libertad y el libertinaje sexual en la isla de Tahití, se negó a volver a la existencia Jack Tars de un marinero. Fueron dirigidos por un débil Fletcher Christian y parecían muy felices de quedar libres de la lengua ácida de Bligh. Otros creen sin más que la tripulación tomó el barco a fin de poder regresar a una vida de comodidad y placer en Tahití. Bligh regresó a Londres llegando en marzo de 1790. 
El cuaderno de bitácora del HMS Bounty muestra que Bligh recurrió a los castigos relativamente pocas veces y que regañó cuando otros capitanes azotaban y azotó cuando otros capitanes hubieran colgado. Era un hombre culto, profundamente interesado en la ciencia, convencido de que la buena dieta y la higiene eran necesarias para el bienestar de su tripulación. Tomó gran interés en el ejercicio de su tripulación, fue muy cuidadoso acerca de la calidad de sus alimentos, e insistió en que el HMS Bounty se mantuviera muy limpio. Intentó (sin éxito) controlar la propagación de enfermedades venéreas entre ellos. [cita requerida] Antes de la sublevación sólo 2 miembros de la tripulación del barco habían muerto, un marinero de infección y el médico del barco de indolencia. El fallo, según otro oficial naval ilustrado como era J.C. Beaglehole, fue que: «[Bligh hizo] juicios dogmáticos que se sentía con derecho a hacer; vio locos cerca de él con demasiada facilidad... una susceptible vanidad era la maldición de su vida... [Bligh] nunca supo que no se hacen amigos insultando al otro». [ «[Bligh made] dogmatic judgements which he felt himself entitled to make; he saw fools about him too easily... thin-skinned vanity was his curse through life... [Bligh] never learnt that you do not make friends of men by insulting them.»] 
La ficción popular confunde a menudo a Bligh con Edward Edwards, el capitán del HMS Pandora, que fue enviado en la expedición de la Royal Navy en el Pacífico Sur para encontrar a los amotinados y llevarles a juicio. Edwards fue supuestamente el hombre cruel del que se acusa a Bligh; los 14 hombres que capturaron fueron confinados en una estrecha celda de madera (18"x 11" x 5,8") en el alcázar del Pandora. Cuando el HMS Pandora encalló en las Gran Barrera de Coral, 4 de los prisioneros y 31 tripulantes murieron. Los presos hubieran perecido todos de no ser por William Moulter, un contramaestre, que abrió su jaula antes de saltar del barco que se hundía.
En octubre de 1790, Bligh fue absuelto honorablemente en el consejo de guerra que investigó la pérdida del HMS Bounty. Poco después, publicó una narración de la sublevación, A Narrative of the Mutiny on board His Majesty's Ship "Bounty". De los diez prisioneros sobrevivientes que finalmente llegaron a casa a pesar de la pérdida del HMS Pandora, cuatro fueron absueltos gracias al testimonio de Bligh de que no eran rebeldes y que se vieron obligado a quedarse en el HMS Bounty por la falta de espacio en el bote; otros dos fueron condenados porque, aunque no habían participado en el motín, se mantuvieron al margen y no se resistieron (posteriormente, recibieron el indulto real); uno más fue condenado, pero exculpado por un tecnicismo; los tres restantes fueron condenados y ahorcados.
|                                                     |                                                        |                                                       |
| Viaje del HMS Bounty antes de la rebelión           | Viaje de los amotinados                                | Viaje del bote de Bligh                               |
| 1. Tasmania, Adventure Bay (21 de agosto de 1788)   | 6. Tubai (6 de julio de 1789)                          | 5. Partida de Bligh a la deriva (29 de abril de 1789) |
| 2. Primera llegada a Tahití (26 de octubre de 1788) | 6. Segunda llegada a Tahití                            | 16. Tonga                                             |
| 2. Salida para el Caribe (4 de abril de 1789)       | 7. Tubai (16 de julio de 1789)                         | 17. Timor (14 de junio de 1789)                       |
| 3. Palmerston                                       | 8. Tercera llegada a Tahití (22 de septiembre de 1789) |                                                       |
| 4. Tofua                                            | 8. Salida de Tahití (23 de septiembre de 1789)         |                                                       |
| 5. 28 de abril de 1789: motín                       | 9. Tongatabu (15 de noviembre de 1789)                 |                                                       |
|                                                     | 10. 15 de enero de 1790: Pitcairn, quema el HMS Bounty |                                                       |

## Carta de Bligh a su esposa, Betsy

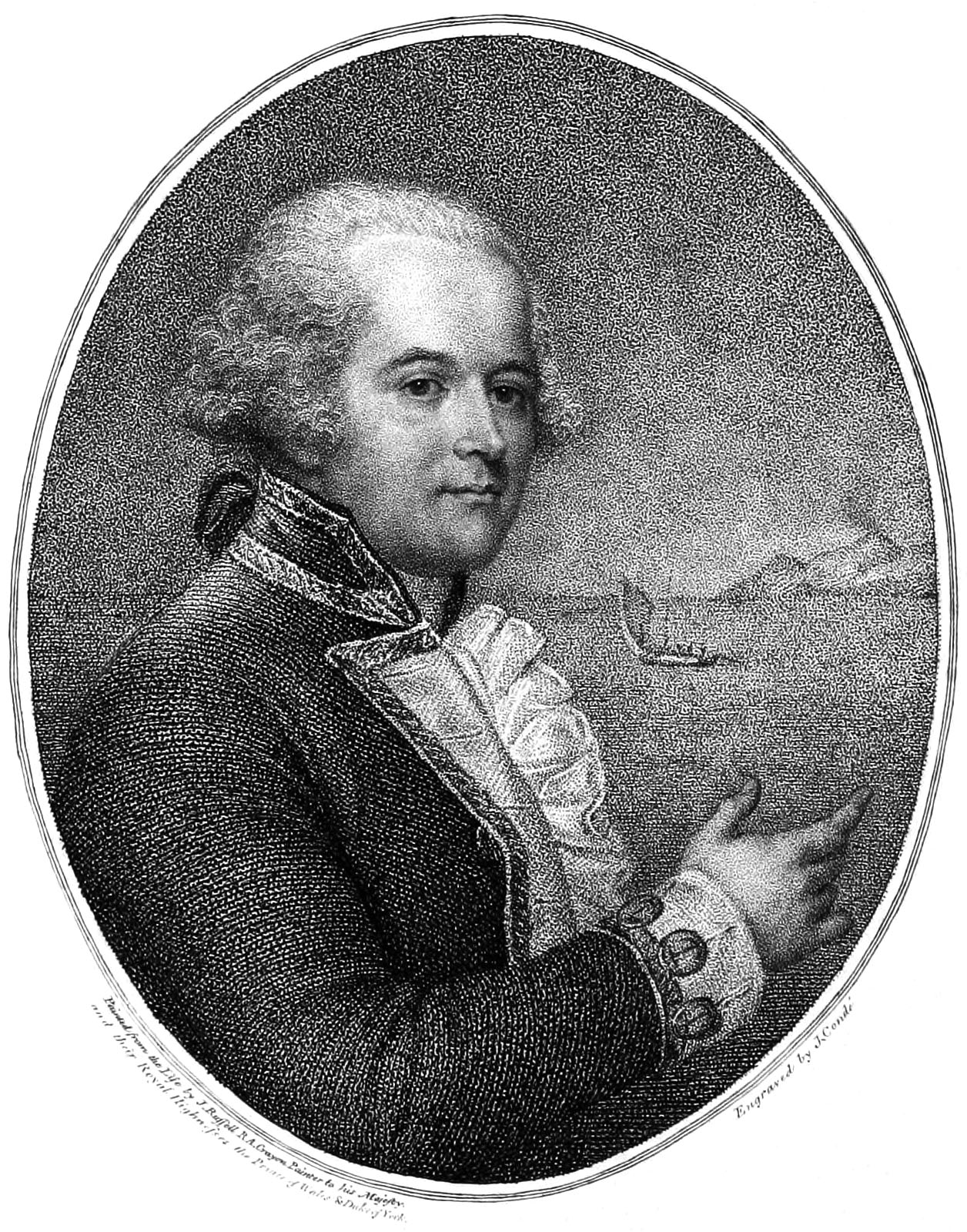
William Bligh, representado en su relato de 1792 de la travesía, A Voyage to the South Sea.

Lo que sigue es una carta a la esposa de Bligh, escrita desde Kupang, Indias Orientales Neerlandesas, (alrededor de junio de 1791) en la que se mencionan por primera vez los acontecimientos en el HMS Bounty. 

Mi querida Betsy,
Estoy ahora, en su mayor parte, en una parte del mundo que nunca hubiera esperado, sin embargo es un lugar que me ha brindado ayuda y salvado mi vida, y tengo la dicha de asegurarte que estoy ahora en perfecta salud...

Sabe, pues, mi querida Betsy, que he perdido el Bounty... el 28 de abril a la primera luz de la mañana, teniendo Christian la guardia de la mañana. Él y varios otros entraron en mi camarote, mientras estaba dormido, y me apresaron, con bayonetas desnudas en mi pecho, me ataron las manos a la espalda y amenazaron con la muerte instantánea si decía una palabra. Sin embargo, pedí a gritos ayuda, pero la conspiración estaba tan bien establecido que las puertas del camarote de oficiales estaban custodiadas por centinelas, por lo que Nelson, Peckover, Samuels o el maestro no pudieron venir a mí. Fui luego arrastrado a cubierta en camisa y muy bien custodiado —le pregunté a Christian por ese acto violento, y gravemente degradado por su villanía, pero sólo pudo responder —«ni una palabra señor o estás muerto». Me enfrenté a él por el acto y me esforcé por su sentido del deber, pero sin efecto...

El secretismo de este motín está fuera de toda concepción de modo que no pude descubrir que ninguno de los que están conmigo tenían el menor conocimiento de ello. Es por que me era desconocido por lo que tuvieron que engañar a la fuerza. Incluso el Sr. Tom Ellison tomó tal afición a Otaheite [Tahití] que también se volvió pirata, por lo que fui abatido por mis propios perros...

Mi desgracia confío que se tenga debidamente en cuenta por el mundo —fue una circunstancia que no podía prever— ya que no tenía suficientes oficiales y no había marines para que el asunto no hubiera ocurrido —no tenía una Spirited y valientes cerca de mí y los amotinados los trataron como tales. Mi conducta ha estado libre de culpa, y le mostré a todos, atado como estaba, y desafié a cada villano a hacerme daño...

Sé cómo te sorprenderá este asunto, pero te pido mi querida Betsy que pienses que todo eso ya ha pasado y volveremos a la espera de la felicidad futura. Nada más que la verdadera conciencia como oficial que ha hecho bien podría ayudarme... Dale mis felicidades a mi querida Harriet, a mi querida Mary, a mi querida Betsy y a mi querida extrañita y les digo que pronto estaré en casa... a ti mi amor te doy todo lo que un marido afectuoso puede dar

Amor, respeto y todo lo que es o estará en tu poder

siempre cariñoso amigo y esposo Wm Bligh.

## El segundo viaje del pan
Después de su exoneración por la investigación de la corte marcial en la pérdida del HMS Bounty, Bligh permaneció en la Royal Navy. De 1791 a 1793, fue capitán y comandante («master and commander») del HMS Providence. En compañía del HMS Assistance, emprendió de nuevo el transporte del fruto del árbol del pan desde Tahití hasta las Antillas. La operación fue un éxito y aún hoy día el fruto del pan es un alimento popular en las Indias Occidentales. Durante este viaje de Bligh también se recolectaron muestras de una fruta de Jamaica, el aki, presentándola en la Royal Society en Gran Bretaña a su regreso. El nombre científico del aki es Blighia sapida en la nomenclatura binominal, un nombre en reconocimiento de Bligh.

## Resto de carrera y la rebelión del ron
En 1797 Bligh fue uno de los capitanes cuyas tripulaciones se amotinaron por «cuestiones de paga y servicios no voluntarios de los marinos comunes» durante el motín Spithead. A pesar de recibir algunas de sus demandas en Spithead, las disputas sobre la vida de la marina de guerra continuaron entre los marineros comunes. Bligh fue de nuevo uno de los capitanes afectados en el motín del fondeadero de Nore de la Royal Navy. «Bligh estuvo directamente más implicado en el motín de Nore —que— fracasó en sus objetivos de una distribución más justa del dinero del premio y el fin de la brutalidad.» Cabe señalar que estos hechos no fueron provocadas por ninguna acción particular de Bligh ya que «están muy extendidos, [y] afectaron a un buen número de barcos ingleses». Fue en este momento cuando se enteró de «que su apodo común entre los hombres de la flota era “ese hijo de puta de la Bounty”» [«that his common nickname among men in the fleet was 'that Bounty bastard'”»].
Como capitán del HMS Director, en la batalla de Camperdown el 11 de octubre de 1797, Bligh se enfrentó con tres buques neerlandeses: el Haarlem, el Alkmaar y el Vrijheid. Si bien los neerlandeses sufrieron graves bajas, solo siete marineros resultaron heridos en el HMS Director. 
Bligh pasó a servir a las órdenes del almirante Nelson en la batalla de Copenhague el 2 de abril de 1801, al mando del HMS Glatton, de 56 cañones en línea, que fue equipado experimentalmente exclusivamente con carronadas. Después de la batalla, Bligh fue personalmente alabado por Nelson por su contribución a la victoria. Navegó el Glatton con seguridad entre los bancos, mientras que otros tres buques encallaron. Cuando Nelson pretendió no saber el anuncio de la señal del almirante Parker "43" (parada de la batalla) y mantuvo izada la señal "16", seguir con la misión, Bligh fue el único capitán de la escuadra que pudo ver que las dos señales estaban en conflicto. Eligiendo ondear la señal de Nelson, se aseguró que todos los buques que iban tras él siguieran luchando. 

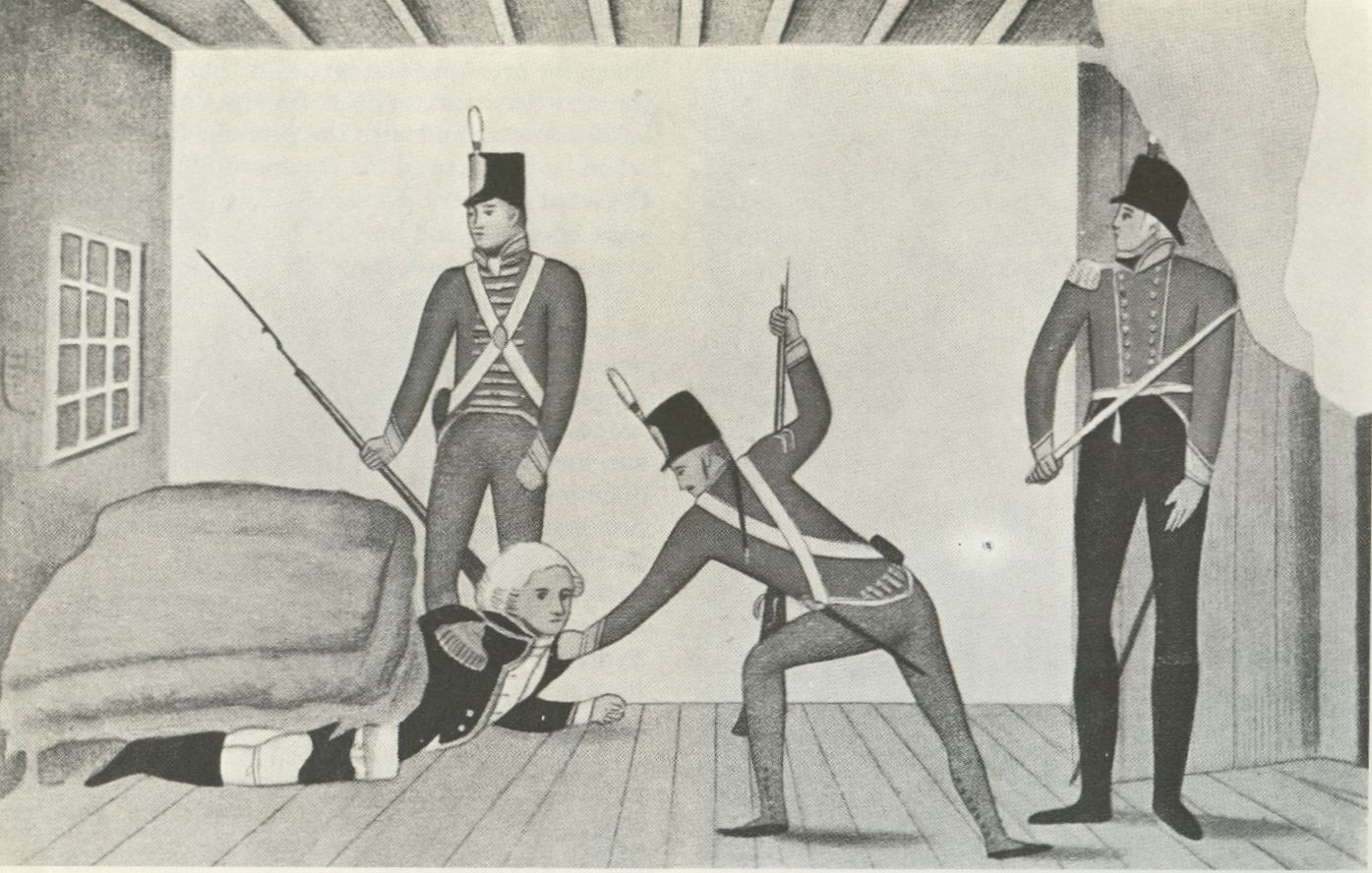
Una caricatura de propaganda de la detención de Bligh en Sydney en 1808, representando a Bligh como un cobarde.

Bligh adquirió la reputación de ser un firme disciplinado. En consecuencia, Sir Joseph Banks le ofreció el cargo de gobernador de Nueva Gales del Sur y fue nombrado en marzo de 1805, con £ 2,000 al año, el doble del sueldo del gobernador saliente Philip Gidley King. Llegó a Sydney en agosto de 1806, para convertirse en el cuarto gobernador. Durante su tiempo en Sydney, su estilo administrativo de confrontación provocó la ira de un número de colonos influyentes y funcionarios. Entre ellos, el rico hacendado y hombre de negocios John MacArthur y destacados representantes de la Corona como el principal cirujano de la colonia, Thomas Jamison, y altos funcionarios de la Nueva Gales del Sur Corps. Jamison y sus colaboradores militares fueron desafiando las regulaciones gubernamentales con su participación en empresas comerciales privadas con fines de lucro: Bligh estaba decidido a poner fin a esta práctica. 
El conflicto entre Bligh y los colonos atrincherados culminó en otro motín, la rebelión del ron, cuando, el 26 de enero de 1808, el Cuerpo de Nueva Gales del Sur a las órdenes del Major George Johnston marchó sobre la Casa de Gobierno en Sydney y lo arrestaron. Un gobierno rebelde fue posteriormente instalado y Bligh, ahora depuesto, enviado a Hobart, en Tasmania, a bordo del HMS Porpoise. Bligh no consiguió el apoyo de las autoridades de Hobart para retomar el control de Nueva Gales del Sur, y se mantuvo efectivamente encarcelado en el HMS Porpoise desde 1808 hasta enero de 1810. 
Bligh fue finalmente autorizado a navegar desde Hobart. Llegó a Sydney el 17 de enero de 1810 para recoger pruebas para exponer ante el consejo de guerra que se iba a celebrar en Inglaterra contra el Major Johnston. Partió para asistir al juicio el 12 de mayo de 1810, llegando el 25 de octubre de 1810. El año siguiente, los presidentes del juicio condenaron a Johnston a ser destituido, una forma de despido vergonzosa que implicaba la entrega de su comisión en los Royal Marines, sin compensación. (Aunque fue un castigo relativamente leve que permitió a Johnston regresar, como hombre libre, a Nueva Gales del Sur, donde pudo seguir disfrutando de los beneficios de su acumulada riqueza privada.) 
Poco después de que el juicio de Johnston hubiera concluido, Bligh fue ascendido a contraalmirante (Rear Admiral) con efecto retroactivo. En 1814 fue ascendido de nuevo, a vicealmirante de la Blue. Es significativo, tal vez, que nunca volvió a recibir un mando importante. Sin embargo, diseñó el North Bull Wall en la desembocadura del río Liffey, en Dublín. Su propósito era clarear un banco de arena por acción del efecto Venturi. Como resultado de su construcción, se formó la isla de North Bull con la arena extraída del río. Bligh también cartografió y realizó las cartas de la bahía de Dublín.

## Muerte
Bligh murió en Bond Street, Londres el 6 de diciembre de 1817 y fue enterrado en una parcela de la familia en St. Mary's, Lambeth. Esta iglesia es ahora el Museo de Historia del jardín (Museum of Garden History). Su tumba, notable por su uso de la piedra Coade, está coronado por un árbol del pan. Una placa señala la casa de Bligh, a una manzana al este del museo.

## Anexo. Carrera naval
La carrera naval de William Bligh consistió en una larga serie nombramientos y destinos. La primera vez que tuvo una misión con reconocimiento histórico fue como Maestro del HMS Resolution, bajo el mando del capitán Cook. Bligh recibió elogios de Cook en el que terminaría siendo el último viaje de Cook. Su carrera naval detallada fue la siguiente: 
| Fecha                                      | Rango (en inglés)                                                                                  | Buque (año entrada en servicio) (número de cañones)                                                |
| ------------------------------------------ | -------------------------------------------------------------------------------------------------- | -------------------------------------------------------------------------------------------------- |
| 1 de julio de 1761 - 21 febrero de 1763    | Grumete (Ordinary Seaman) y criado del capitán (Captain's Servant)                                 | HMS Monmouth (1667) (64)                                                                           |
| 27 de julio de 1770                        | Marinero (Able Seaman)                                                                             | HMS Hunter (1756) (10)                                                                             |
| 5 de febrero de 1771                       | Guardiamarina (Midshipman)                                                                         | HMS Hunter                                                                                         |
| 22 de septiembre de 1771                   | Guardiamarina (Midshipman)                                                                         | HMS Crescent (1779) (28)                                                                           |
| 2 de septiembre de 1774                    | Marinero (Able Seaman)                                                                             | HMS Ranger (1752)                                                                                  |
| 30 de septiembre de 1775                   | Piloto (Master's mate)                                                                             | HMS Ranger                                                                                         |
| 20 de marzo de 1776 - octubre de 1780      | Maestro (Master)                                                                                   | HMS Resolution (12)                                                                                |
| 14 de febrero de 1781                      | Maestro (Master)                                                                                   | HMS Belle Poule (1765)                                                                             |
| 5 de octubre de 1781                       | Teniente (Lieutenant)                                                                              | HMS Berwick (1775) (74)                                                                            |
| 1 de enero de 1782                         | Teniente (Lieutenant)                                                                              | HMS Princess Amelia (1757) (80)                                                                    |
| 20 de marzo de 1782                        | Teniente (Lieutenant)                                                                              | HMS Cambridge (1755) (80)                                                                          |
| 14 de enero de 1783                        | Se incorpora al servicio mercante                                                                  | Se incorpora al servicio mercante                                                                  |
| 1785                                       | Teniente Comandante (Commanding Lieutenant)                                                        | Mercante Lynx                                                                                      |
| 1786                                       | Teniente (Lieutenant)                                                                              | Mercante Britannia                                                                                 |
| 1787                                       | Vuelve a la Royal Navy                                                                             | Vuelve a la Royal Navy                                                                             |
| 16 de agosto de 1787                       | Teniente Comandante (Lieutenant Commander)                                                         | HM Armed Vessel Bounty                                                                             |
| 14 de noviembre de 1790                    | Comandante (Commander)                                                                             | HMS Falcon (1782) (14)                                                                             |
| 15 de diciembre de 1790                    | Capitán (Captain)                                                                                  | HMS Medea (1778) (28) (sólo para el rango)                                                         |
| 16 de abril de 1791 – 1793                 | Capitán (Captain)                                                                                  | HMS Providence (1791) (28)                                                                         |
| 16 de abril de 1795                        | Capitán (Captain)                                                                                  | HMS Calcutta (1795) (24)                                                                           |
| 11 de octubre de 1797                      | Capitán (Captain)                                                                                  | HMS Director (1784) (64)                                                                           |
| 18 de marzo de 1801                        | Capitán (Captain)                                                                                  | HMS Glatton (1795) (56)                                                                            |
| 12 de abril de 1801                        | Capitán (Captain)                                                                                  | HMS Monarch (1765) (74)                                                                            |
| 8 Mayo de 1801 – 28 de mayo de 1802        | Capitán (Captain)                                                                                  | HMS Irresistible (1782) (74)                                                                       |
| Marzo 1802 – mayo de 1804                  | Paz de Amiens                                                                                      | Paz de Amiens                                                                                      |
| 2 de mayo de 1804                          | Capitán (Captain)                                                                                  | HMS Warrior (1781) (74)                                                                            |
| 14 de mayo de 1805                         | Nombrado gobernador de Nueva Gales del Sur                                                         | Nombrado gobernador de Nueva Gales del Sur                                                         |
| 27 de septiembre de 1805                   | Capitán (Captain)                                                                                  | HMS Porpoise, viaje a Nueva Gales del Sur                                                          |
| 13 de agosto de 1806 - 26 de enero de 1808 | Gobernador de Nueva Gales del Sur                                                                  | Gobernador de Nueva Gales del Sur                                                                  |
| 31 de julio de 1808                        | Comodoro                                                                                           | HMS Porpoise, Tasmania                                                                             |
| 3 de abril de 1810 - 25 de octubre de 1810 | Comodoro                                                                                           | HMS Hindostan, de regreso a Inglaterra                                                             |
| 31 de julio de 1811                        | nombrado contraalmirante de la Blue (Rear Admiral) (con efecto retroactivo al 31 de julio de 1810) | nombrado contraalmirante de la Blue (Rear Admiral) (con efecto retroactivo al 31 de julio de 1810) |
| 4 de junio de 1814                         | Nombrado Vicealmirante de la Blue (Vice Admiral)                                                   | Nombrado Vicealmirante de la Blue (Vice Admiral)                                                   |